# 斯德哥爾摩歷史

斯德哥爾摩市徽

現為瑞典首都的斯德哥爾摩自13世紀以來，已有歷史記載。

## 城名由來
歷史上首次記載斯德哥爾摩的地名的文獻是於1252年，用拉丁文寫成。其中一份文獻是當年7月，國王沃爾德馬和比耶亞爾寫給Fogdö的修士的嘉勉信件，另一份是在8月，比耶亞爾催促當地農民向烏普薩拉大教堂繳什一稅的信件。兩封信件都是在斯德哥爾摩寫成的，但沒有對該城作出任何描述，也沒有解釋地名由來。
雖然該城的瑞典名字可分為兩部分：或現代瑞典語的，即「木材」、，即「小島」，但也難以解釋地名由來。多年來流傳不少有關的神話，其中一個故事講述17世紀中，梅拉倫湖上的老城市比爾卡（Birka）的人口劇增，諸神便吩咐部分居民另覓聚居地。居民為了決定新居地，向著用金繫著的木頭所指的方向航行，他們於是登上了一個小島，就是今日的斯德哥爾摩市中心。另一個17世紀的神話則說，居民用這種方法建築了比耶亞爾塔（Birger Jarls torn）。
首個嘗試解釋斯德哥爾摩地名的人是德國人文學家Jacob Ziegler。他在1532年寫成了拉丁文的《Schondia》（「斯堪的納維亞」）一書，指該城市是當時瑞典人的據點和貿易重地，和威尼斯一樣沿著湖泊而建。Ziegler在羅馬時可能遇上了著名的瑞典人（如Johannes Magnus），從而得到了斯德哥爾摩的描述。該城至今仍被稱為「北歐威尼斯」（"Nordens Venedig"）。
其他對「stock」的詮釋包括：
- 為標示境地或臨時市場而豎立的桿子、
- 補捉動物的陷阱、
- 城中央的島上大量的樹木殘枝、
- 河道擠塞的地方、
- 由「Stocksund」演變而來；在斯諾里·斯蒂德呂松的《楊凌傳》（Ynglingasagan）和聖奧拉夫傳中提及，故有人認為斯德哥爾摩原名「Stocksundsholm」、
- 在11世紀前建造、橫跨河流的天橋（最廣為流傳的說法）、
- 為自衞或強迫往來船隻交通行費而豎立的桿。[1]

除了這個不解之謎外，斯德哥爾摩還被稱為「Eken」（「橡樹」），很可能是由西約特蘭商旅為該城所取的名字──「Stockhäcken」演變而成。

## 史前史
最近的冰河時期（公元前70000年至前9500年）時，今斯德哥爾摩附近地區被厚達2千米的冰層覆蓋。雖然所有冰河時期前的痕跡都已被冰層毀滅，但有人認為冰河時期前人類的確曾在該處生活，此說仍沒有考古理論支持。然而，在從北至南、穿越斯德哥爾摩中心的岩塊Brunkebergsåsen上，曾發現長毛象的骨頭。
前11500年，冰層開始溶解，融冰擁向了今斯德哥爾摩一帶，然後，小島的陸地浮現出水面（當時水平線比今日的高出40米）。約一千年後，當地氣候與今日的地中海地帶相近，於今斯德哥爾摩一帶定居的人類開始了石器時代。因冰後回彈，於當時海岸定居地的考古遺蹟，與現代的海岸和大都會相距甚遠。發掘出來的各種工具，包括狩獵收集者由石英和燧石製造，用來捕獵海豹的箭頭。石器時代末期（約前4200年至前1800年），即使人類仍須為尋找食物而遷徙，但他們開始用更固定的聚居地，懂得把樁打入地面，然後在上面建築。當時的人會選用經常從外地進口的岩石打磨而成的斧頭、陶器、華衣，和其他物件陪葬死人，也建造了更精緻的墳墓。

## 起源

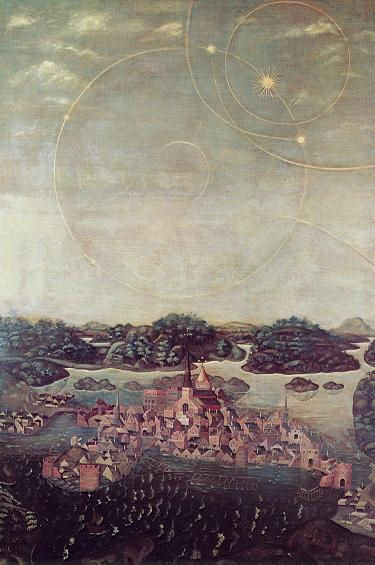
《Vädersolstavlan》（「幻日之畫」），至今發現最早的斯德哥爾摩圖像。原圖已亡佚，此圖由Jacob Elbfas在1630年代模仿，現存放於聖尼古拉大教堂。

因冰後回彈的關係，今斯德哥爾摩一帶具有戰略意義，因為水流自和流向梅拉倫湖後，會進入波羅的海。
河道流至古斯德哥爾摩城南部，首個歷史記錄是冰島作家Stymer Frode於14世紀所作的《挪威王列傳》（Heimskringla）中的「斯德哥爾摩，分流者也。」一句。作者解釋說，今日的南城和城市島兩個小島由一地峽相連，挪威國王聖奧拉夫（995 年─1030年）借助神力開鑿了海峽。這海峽於該列傳中被稱為「國王之海峽」（Konungssund）。另一個較為人熟悉的版本的記載則有些差異，冰島歷史學家Snorri Sturluson（1178年─1241年）記載，當挪威國王聖奧拉夫攻打梅拉倫湖地區時，瑞典國王奧洛夫欲在Stocksund以鐵鏈困住聖奧拉夫的船隊。聖奧拉夫遂趁春季的河水暴漲，令水流湍急，開鑿河道，成功和他的船隊逃至波羅的海。然而，斯韋阿人卻反駁這說法，斥其為胡說八道。
斯德哥爾摩的神話從一個名為Agnefit的地方而來。其地名中的「fit」指「濕潤的草地」，可能是為於今日Stadsholmen西岸。至於「Agne」則是由遠古的神話中曾佔領芬蘭後於當地紮營的國王。Agne本欲娶芬蘭部落首領的女兒Skjalf，但Skjalf在慶典上灌醉了他，並以其金項鏈弔死了他後逃脫。然而，這些傳說的可信性未被證實。
年輪年代學家檢驗了北溪海床上和在1978年至80年間發現，沉在聖靈島（Helgeandsholmen）的木頭，得出結論說那些樹木於970年和1020年間被砍下，其中大部分是在1010年，而那些木頭很可能成為「Stock-holm」「木材小島」名字的由來。
根據1320年代的《艾力克編年史》（Erikskrönikan），比耶亞爾於1250年前後為免海盜侵擾鄰近7個城市和19個郡，封鎖了梅拉倫湖，遂建成了斯德哥爾摩。另一個中古時期的說法（Visbyannalerna）則聲稱，該城是在異教徒掠奪錫格蒂納（Sigtuna）城後所建，當時也有一個名為比耶亞爾的人，故城名來源之說法仍然爭論不休。一些歷史學家則說13世紀後期時，斯德哥爾摩在梅拉倫湖的工程展開時建立。比耶亞爾於1252年所寫的信是現今發現最古老的該城的提及。那些信件被認為是寫成於斯德哥爾摩，它們亦證明了那裏是當時的貴族聚居地。Sturluson沒有在其作中提及任何城市，只記載了一個名為kastali的工程（很多手稿中說該地為於Stocksund的東、西），一般認為這工程後來發展成三王冠宮，位處今為王宮之地。
在馬格努斯·拉都盧斯統治下，斯德哥爾摩發展成重要貿易城市，與漢薩同盟的呂貝克建立緊密關係。1270年，斯德哥爾摩在歷史文獻中有城市的記載，1289年間成為瑞典人口最稠密的城市。15世紀中的一個可靠估計顯示，當時的斯德哥爾摩共有一千戶，約五至六千名居民。

## 卡爾馬聯合

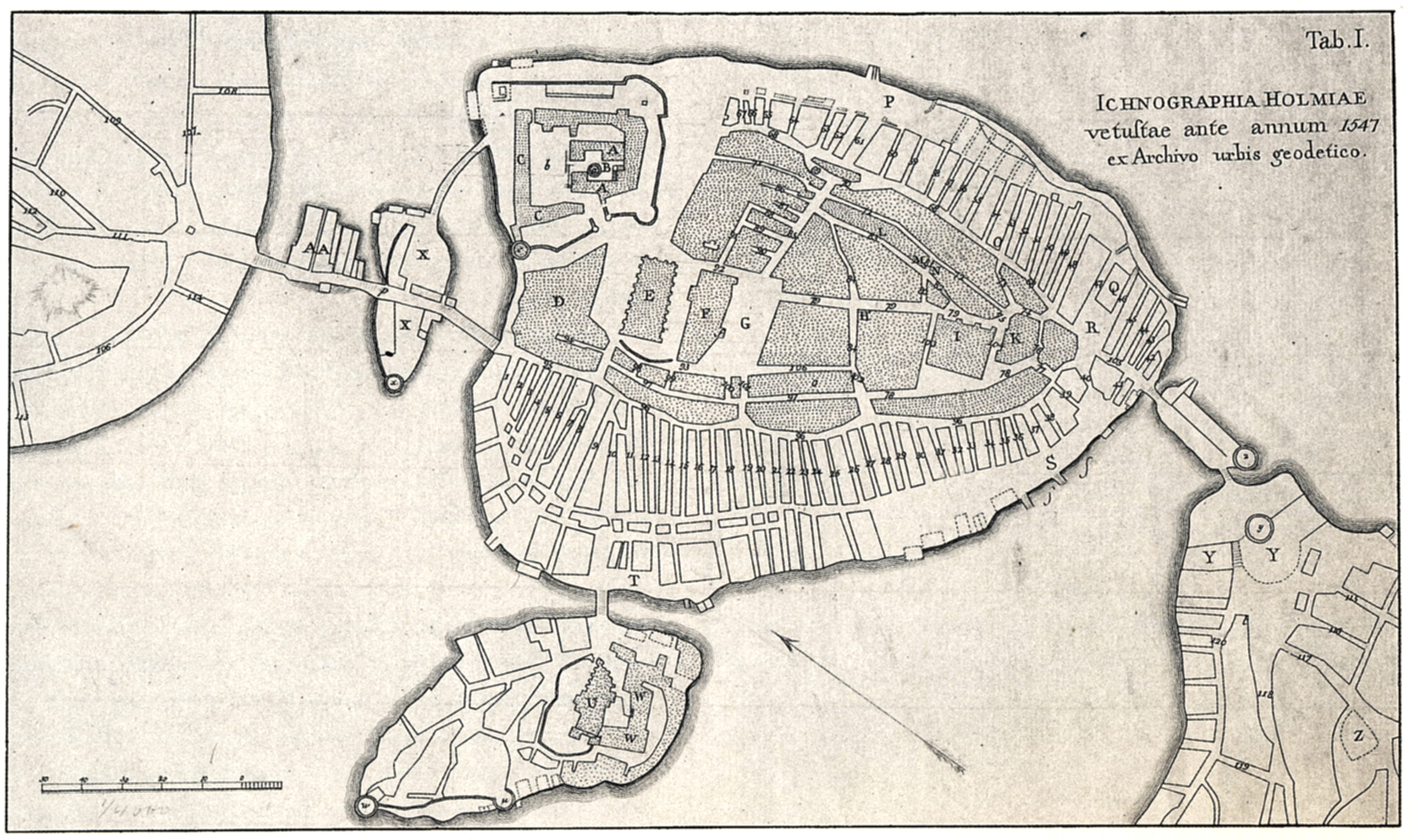
16世紀的斯德哥爾摩地圖

由於斯德哥爾摩的戰略和經濟地位，該地於卡爾馬聯合共主丹麥國王和15世紀的瑞典獨立運動之間擔當重要角色。1471年10月14日，瑞典的執政官老斯滕·斯圖雷在斯德哥爾摩人民支持下，戲劇性地戰勝了丹麥國王克里斯蒂安一世。克里斯蒂安一世的孫子克里斯蒂安二世於1518年嘗試佔領斯德哥爾摩，無功而還，但終於在1520年拿下了該城，並於11月8日屠殺了大量反對他的瑞典獨立運動領導人，史稱斯德哥爾摩慘案。這場大屠殺激發起義，終於使卡爾馬聯合解散，瑞典獨立。

## 瓦薩統治時期
古斯塔夫·瓦薩於1523年登基為瑞典國王後，把斯德哥爾摩發展成更大的城市。當斯德哥爾摩的空間不足以使用時，他於1529年把南城和北城都劃入了那島城的範圍。斯德哥爾摩的人口繼續增長，於1600年達到1萬。

## 17至19世紀

約1690年時，川流不息的商業重鎮斯德哥爾摩。今日的老城。《古今瑞典》中記載

隨着瑞典於17世紀躍升成為歐洲強國，斯德哥爾摩也急速發展。自1610年至1680年間，斯德哥爾摩人口上升了六倍。，即今東城，和國王島（Kungsholmen）也被劃入城市範圍發展。1628年，瓦薩號（Regalskeppet Vasa）於斯德哥爾摩沉沒。1634年，斯德哥爾摩正式成為瑞典王國國都。新制訂的貿易守則也使斯德哥爾摩獲得外地和斯堪的納維亞商旅間貿易的專利。在此期間，斯德哥爾摩建築了騎士院（Riddarhuset）等大型堡壘，王宮也於18世紀初興建。
1713至1714年間，黑死病肆虐斯德哥爾摩。大北方戰爭中，城內不少地區受到毀壞，斯德哥爾摩因而蕭條。人口增長停頓，急劇的經濟發展放慢。然而，斯德哥爾摩仍為保持其瑞典政治中心的地位，古斯塔夫三世發展了斯德哥爾摩的文化，王家歌劇院正是那時期的代表建築。

## 19至20世紀
踏入19世紀，斯德哥爾摩的經濟地位日益下降；北雪平成為瑞典最大生產城市，而哥德堡則因其位於北海的地利，取代斯德哥爾摩成為最大貿易港。19世紀後期，隨著新興工業誕生，斯德哥爾摩重奪重要貿易和服務中心的地位，也成為進入瑞典的門戶。
19世紀後期，移民入境潮使斯德哥爾摩人口急劇發展，至世紀末，甚至不足四成人口原為城中出生的。居民開始於城市範圍以外定居，創造了人煙稠密的貧民區，同時也在鄉郊和岸邊創造了新區域。
在此期間，斯德哥爾摩進一步發展成文化和教育之都。19世紀內，卡羅琳醫學院、皇家工學院等科學院陸續在城內設立。1897年，斯德哥爾摩動物園島（Djurgården）舉辦了關於藝術和工業的世界博覽會。

## 21世紀

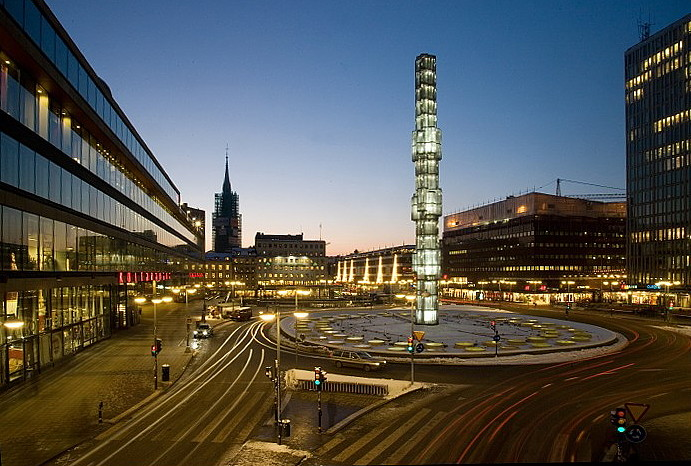
現代斯德哥爾摩的中心賽格爾廣場

20世紀晚期，斯德哥爾摩成為一個科技先進、種族多元化的現代化都市。20世紀間，很多依靠大量勞動力的工業改變使用運高科技和服務業的知識。
城市繼續擴展，雲客比（Rinkeby）、坦斯達（Tensta）等新區域成立，有些成為新移民的聚居地。
1923年，斯德哥爾摩郡政府遷入新建的斯德哥爾摩市政廳。1930年，斯德哥爾摩舉辦了斯德哥爾摩國際展覽。1967年，斯德哥爾摩市被併入斯德哥爾摩省。
現時，不少跨國企業都起源於斯德哥爾摩，使該城以斯堪的納維亞的商業和文化之都而自豪。但丹麥人和挪威人都對此表示質疑，因斯堪的納維亞非單一國家，有些人把近年急速發展的哥本哈根視為斯堪的納維亞「首都」。

## 大事紀
- 1252年：首次有文獻記載
- 1350年：受黑死病侵襲
- 1388年：國王梅克倫堡的阿爾布雷克特賦予斯德哥爾摩城市權力
- 1392年：被丹麥女王瑪格麗特一世的軍隊包圍
- 1392年：海盜Vitalie兄弟以食物救援被圍之斯德哥爾摩
- 1419年：瑞典定都於此
- 1471年：老斯滕·斯图雷在布倫克貝里之戰獲勝，驅逐丹麥軍
- 1520年：丹麥國王克里斯蒂安二世發動斯德哥爾摩慘案
- 1521年：古斯塔夫·瓦薩進駐斯德哥爾摩
- 1622年：至今保存最古老的斯德哥爾摩地圖
- 1697年：三王冠宮於大火中燒燬
- 1719年：抵抗俄羅斯入侵
- 1871年：斯德哥爾摩中央車站落成
- 1950年：斯德哥爾摩地鐵啟用
- 1973年：北城廣場的銀行發生挾持人質搶劫案，衍生「斯德哥爾摩症候群」這個詞語
- 1986年：首相奧洛夫·帕爾梅在斯韋阿街遇刺身亡

## 人口變化
1252年: 100 定居者
1289年: 3,000
1460年: 6,000
1500年: 7,000
1523年: 3,000
1582年: 9,000
1650年: 30,000
1685年: 60,000
1700年: 40,000
1750年: 58,400
1800年: 75,800
1850年: 93,000
1875年: 145,000
1900年: 300,500
1925年: 442,500
1950年: 744,500
1960年: 808,600
1970年: 744,900
1980年: 647,200
1990年: 674,500
2000年: 750,300